# Богданово (Старожиловский район)
Богданово — деревня в Старожиловском районе Рязанской области, входит в состав Мелекшинского сельского поселения.

## География
Деревня расположена на берегу реки Итья в 21 км на запад от центра поселения деревни Мелекшино и в 22 км на юго-восток от райцентра рабочего посёлка Старожилово.

## История
Западнее от деревни Богданово существовало село Овсянниково. Овсянниково в качестве сельца упоминается в писцовых и платежных книгах 1628 и 1629 годов, где оно значится за Юрием Васильевичем сыном Вердеревским и за стольником Игнатием Глебовым сыном Вердеревским. По окладным книгам 1676 года Овсянниково значилось селом с церковью святых страстотерпцев Христовых Бориса и Глеба. На месте обветшавшей Борисоглебской церкви, в 1800 году устроена была новая Скорбященская с приделом Борисоглебским, возобновленная в 1841 году крестьянином Вонифатием Емельяновым. В 1865 году Александрой Владимировной Астафьевой построена была новая церковь того же храмонаименования с приделами Петропавловским и Борисоглебским. 
В XIX — начале XX века село Овсянниково и деревня Богданово входили в состав Суйской волости Пронского уезда Рязанской губернии. В 1906 году в Овсянникове было 35 дворов, в Богданово — 32 двора.
С 1929 года деревня Богдановка являлась центром Богдановского сельсовета Старожиловского района Рязанского округа Московской области, с 1937 года — в составе Рязанской области, с 2005 года — в составе Мелекшинского сельского поселения.

## Население
| 1859 | 1906 | 2010 |
| ---- | ---- | ---- |
| 307  | ↗540 | ↘35  |